# Cindy Nelson
Cindy Nelson, geboren als Gonda De Brucker, (Aalst, 26 februari 1957) is een Belgische zangeres. Zij trad op onder de achtereenvolgende namen Gonda, Cindy, Jocy, Laura D. en, sinds 1982, treedt ze op onder de naam Cindy Nelson.

## Carrière
Met een vriendin nam Gonda de Brucker al op zeer jonge leeftijd deel aan zangwedstrijden onder de naam De Gonda's. Op 14-jarige leeftijd werd ze ontdekt en begon ze een solocarrière onder de naam Cindy. Ze had op haar vijftiende een eerste hit te pakken met Scoubie-doubie-dam dam (nog niet in de hitparade maar wel een eerste televisie-optreden in het programma Singe Sange Jo). In de jaren 70 en 80 werd dat singletje opgevolgd door nog 12 hits in Vlaanderen. Een aantal daarvan stond wekenlang in de BRT Top 30, maar ze haalde ook een aantal topnoteringen in de Vlaamse top 10 met Hasta la vista manana (tweede plaats), Mama, Ik ben zo verliefd (zeven weken op de eerste plaats), De volgende dans (zes weken op de eerste plaats), Een avontuurtje (twee weken op de eerste plaats), Sweetheart my darling (tien weken op de eerste plaats), A la bonne heure (zeven weken op de eerste plaats) Alleen (twee weken op de eerste plaats), Weet je nog wel (zeven weken op de eerste plaats) en Het verloren paradijs. Haar carrière liep als een trein en in Vlaanderen verwierf ze de naam prinses van het Vlaamse lied.
Vanaf 1977 begon de Vlaamse lied aan succes in te boeten en begon ze in het Engels te zingen. Ook de singles 999 Emergency en My guy kenden succes en stonden elk gedurende acht weken in de BRT Top 30. Ze nam onder de naam Jocy het duet Baby I love you op met John Terra. 
Ze vertrok voor een aantal maanden naar Engeland om bij een van de BBC-orkesten te zingen. Samen met Liliane Saint-Pierre zong ze in 1980 het kerkspectakel Jezus. In 1981 nam ze deel aan de preselecties van het Eurovisiesongfestival. In het programma Eurosong zong ze het nummer Ik ben verliefd maar werd uitgeschakeld. In het voorjaar van 1982 had ze met Young and in love opnieuw een hitje en stond 9 weken in de BRT Top 30.
Dat jaar trok ze naar de Verenigde Staten waar ze opleiding genoot aan het Berklee College of Music en ze ging er onder de naam Cindy Nelson zingen in de voorprogramma's van grote Las Vegas-shows. Bij haar terugkeer behield ze haar nieuwe artiestennaam en scoorde nog kleine hitjes met Move me (1982), Chemistry (1983) en How sweet it is (1984). In 1983 nam ze als lid van de Belgische ploeg deel aan de Knokke-Cup en behaalde er de tweede plaats. 
Bij de heropbloei van het Vlaamse lied in 1989 nam ze opnieuw enkele Vlaamse platen op maar behaalde er weinig succes mee. In het begin van de jaren 1990 sprong ze op de kar van de house- en acidhype van dat ogenblik en ze had onder de naam Laura D. enkele hits met Be Alright en Please don't go, geproduceerd door Luc Devriese en Stefaan Vandenberghe. Tussen 1996 en 1999 vertoefde ze in India. Bij haar terugkeer nam Cindy Nelson nog één plaatje op, sindsdien treedt ze enkel nog op met de Cindy Nelson Show Band in België, Nederland, Frankrijk en Duitsland.